# Xoloxtepec
Xoloxtepec är en ort i Mexiko.   Den ligger i kommunen Zoquitlán och delstaten Puebla, i den sydöstra delen av landet, 250 km sydost om huvudstaden Mexico City. Xoloxtepec ligger 2 362 meter över havet och antalet invånare är 138.
Terrängen runt Xoloxtepec är kuperad åt nordost, men åt sydväst är den bergig. Runt Xoloxtepec är det ganska tätbefolkat, med 60 invånare per kvadratkilometer. Närmaste större samhälle är Coxcatlán, 13,5 km sydväst om Xoloxtepec. I omgivningarna runt Xoloxtepec växer huvudsakligen savannskog.